# Мавромихалис, Петрос
Пе́трос Мавромиха́лис (греч. Πέτρος Μαυρομιχάλης), более известный как Петро-бей (греч. Πετρόμπεης, тур. Petro Bey); 6 августа 1765, Ареополис — 1848, Афины) — наиболее известный представитель семьи Мавромихалис, последний бей Мореи, один из руководителей Греческой революции 1821—1829 годов, знаковая фигура новогреческой истории.

## Биография

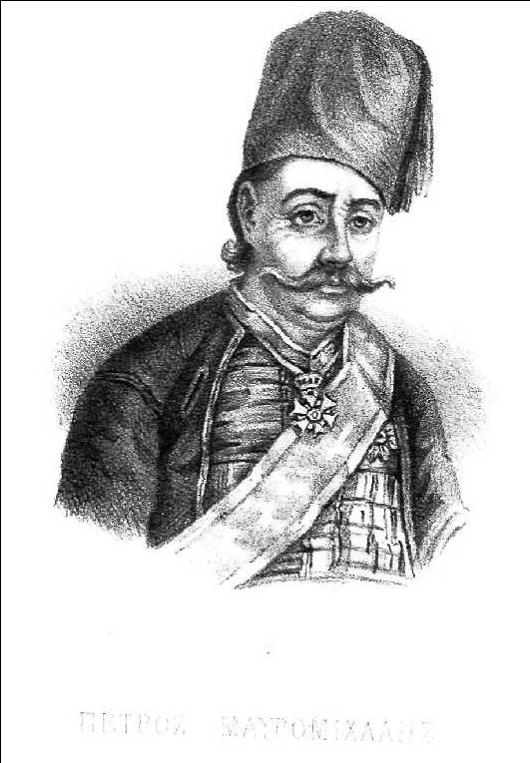
Петрос Мавромихалис. Иллюстрация из греческого журнала 1864 года

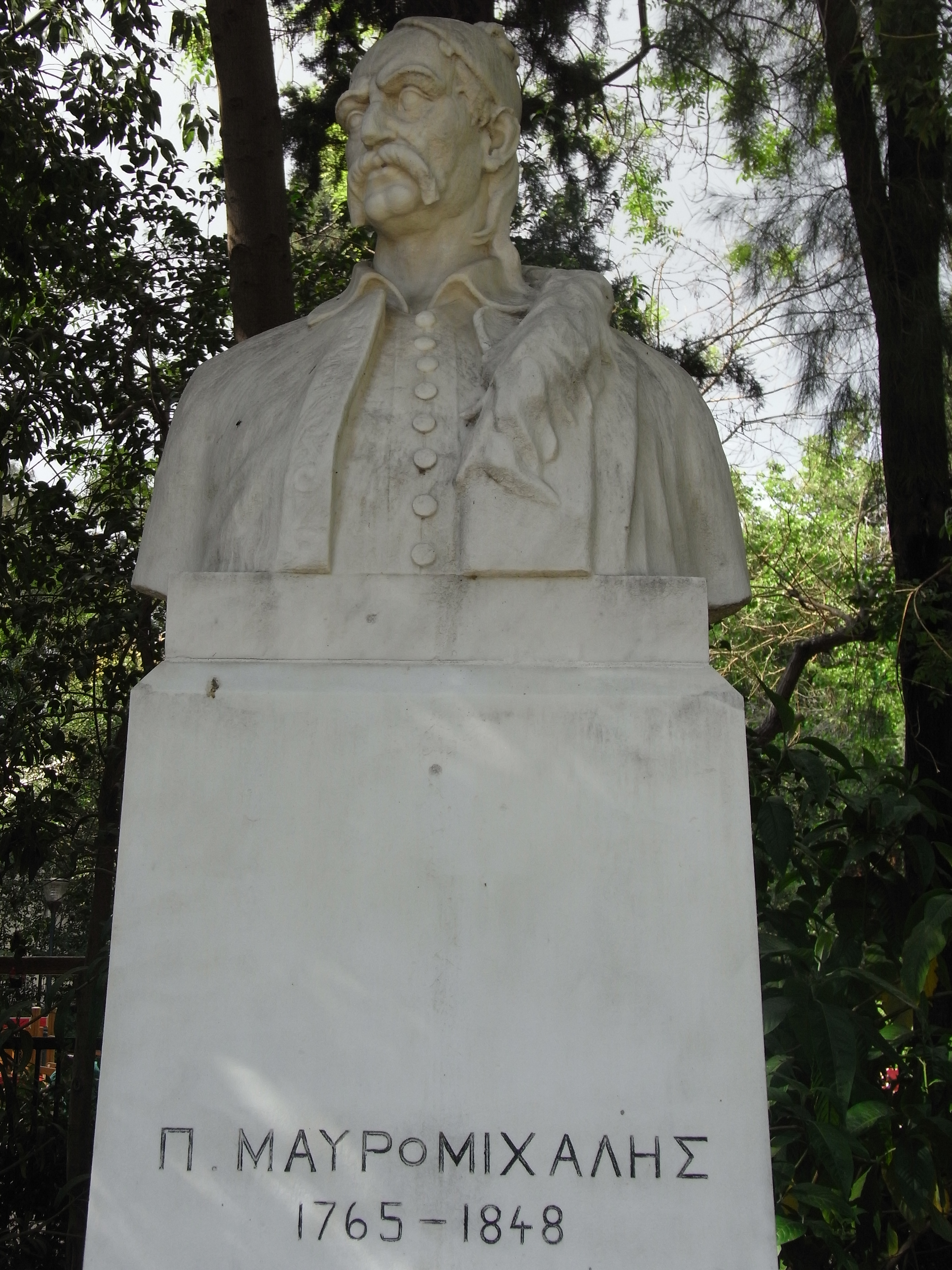
Скульптор Антониос Сохос. Памятник Петросу Мавромихалису на Марсовом поле в Афинах

Петрос Мавромихалис — сын Петроса Мавромихалиса и Катерины Куцогригораки. В 1770 году, когда Петросу было 5 лет, его дед Георгиакис Мавромихалис и отец Петрос Мавромихалис-старший — подобно многим грекам-майнотам — приняли участие в Пелопоннесском восстании против многовековой турецкой тирании. В 1807 году Петрос Мавромихалис-младший эмигрировал из родной Мореи на оккупированные Французской империей Ионические острова. Мавромихалис вступил во французскую службу и лично познакомился с Наполеоном I. Очарованный славой и удачей «нетерпеливого героя», — Мавромихалис прочил Наполеона в грядущие освободители Греции, — но, как известно, ошибся в своём расчёте.
В 1814 году Петрос Мавромихалис вернулся в Морею. В то время султан даровал майнотам некоторую автономию, а во главе края поставил Мавромихалиса, пожаловав ему титул бея. С той поры Петрос стал известен как «Петро-бей». Почитаемый греками и уважаемый многими турками, Мавромихалис приобрел на родине громадный, почти царский авторитет, которым он умело воспользовался в освободительных целях. В 1818 году Мавромихалис вступил в тайное общество «Филики Этерия» и провёл серию трудных переговоров с клефтскими вожаками.
Именно Петро-бей возглавил в 1821 году Общегреческое восстание в пределах собственно Греции. В марте 1821 года он поднял на борьбу с турками граждан морейского города Цимова. После этого он изгнал турок из города Каламата. Вскоре он возглавил «Мессенскую герузию», а затем — «Пелопоннесскую герузию». В течение 3 месяцев восстание охватило весь Пелопоннес, часть континентальной Греции, Крит, Кипр и ряд островов Эгейского моря. В 1823 году Петрос Мавромихалис был избран вице-президентом, а вскоре — президентом Временного правительства. Далее он был членом Административного комитета Греции и активным участником всех политических процессов. В конце 1820-х годов Петро-бей деятельно противостоял правительству Иоанна Каподистрии, которое проводило бестактно-самодержавную политику, не считаясь ни с народными избранниками — демогеронтами, ни с героями борьбы против турок, тогда как семья Мавромихалисов положила на алтарь Освободительной войны 40 своих членов.
Петро-бей тайно направился в Занте на переговоры с генералом Фредериком Адамом, высшим лордом-комиссаром Ионических островов. Из Занте он направился в Лимени в Лаконии, чтобы поднять восстание, но буря выбросила его судно у Катаколона, он был арестован и помещён на 9 месяцев в крепость-тюрьму Ич-Кале в Наполи-ди-Романия.
В 1830 году Цаннис Мавромихалис, брат Петро-бея, поднял восстание маниатов против назначенного Каподистрией губернатора Лаконии. Каподистрия пригласил Цанниса на переговоры — и арестовал его, после чего подавил восстание. Вскоре явились мстители. 9 октября 1831 года сын и другой брат Петро-бея — Георгий и Константин Мавромихалисы, жившие в Нафплионе под надзором полиции, — напали на Каподистрию и убили его. Константин Мавромихалис был на месте забит народом, а Георгий успел укрыться в доме французской миссии, но был выдан и казнён.
Временное правительство (которое возглавили архистратиг Колокотронис, Августинос Каподистрия и Янис Колеттис) вскоре освободило Петроса Мавромихалиса, и он вернулся к активной политической деятельности, стал членом национального собрания 1832 года, а позже — членом сената.
В 1836 году героическая Цимова, где взошла звезда Петро-бея, была переименована в «Ареополис», что дословно означает «город Ареса» (бога войны в древнегреческой мифологии).
Умер маститый старец в Афинах в 1848 году, похоронен с большими почестями. Надгробные речи произнесли Спиридон Трикупис и Панайотис Суцос.